# 禾太大桥
禾太大桥（韓語：화태대교）是韩国全罗南道丽水市境内的一座公路跨海大桥，连接突山邑的突山岛与南面的禾太岛。大桥总长1,345（4,413英尺），其中主桥为双塔五跨斜拉桥，全长1,020（3,346英尺），跨径布置为：71+189+500+189+71米；突山侧引桥为5×65米=325米梁桥。桥塔高151.25（496英尺），其中桥面以上塔高130（427英尺）。大桥宽度17.5（57英尺）。
禾太大桥总投资1,506亿韩圆，于2004年12月开工兴建，2015年12月22日正式启用。大桥主塔是目前韩国最高的特殊钢桥塔，同时，该桥与木浦大桥一起，并列排名韩国斜拉桥主跨长度第三位，仅次于仁川大桥（800米）和釜山港大桥（540米）。